# بريرة (البرتغال)
بَرَّيْرة أو بَرَّيْرو أو (نقحرة: باريرو) هي مدينة من مدن البرتغال. يبلغ عدد سكانها 78,764 نسمة وذلك حسب إحصائيات سنة 2011. تبلغ مساحتها 36.39 كم².

## توأمة
لبَرَّيْرة اتفاقيات توأمة مع كل من:
- وودج
- ستارا زاغورا

## أعلام
- برونو مارتينز إيندي
- جواكيم كارفاليو
- أليكساندر بابتيستا
- جوزيه أوغوستو دي ألميدا
- مانويل بينتو
- جواو آزيفيدو
- جواو كانسيلو

## وصلات خارجية
- الموقع الرسمي